# Lista de vereadores de Conceição de Macabu
Esta é a lista de vereadores de Conceição de Macabu, município brasileiro do estado do Rio de Janeiro.
A Câmara Municipal de Conceição de Macabu, é formada por onze representantes.

## 18ª Legislatura (2021–2024)
Estes são os vereadores eleitos nas eleições de 15 de novembro de 2020, pelo período de 1° de janeiro de 2021 a 31 de dezembro de 2024:
| Mesa Diretora (2021-2022)            |                       |                        |                              |
| Nome                                 | Início do mandato     | Fim do mandato         | Cargo                        |
| Jorge Luiz Silva Andrade (PSD)       | 1º de janeiro de 2021 | 31 de dezembro de 2022 | Presidente da Câmara         |
| Tayguara Bueno de S. Tavares (DEM)   | 1º de janeiro de 2021 | 31 de dezembro de 2022 | 1º Vice-presidente da Câmara |
| Tcharles Ribeiro dos S. Viana (PROS) | 1º de janeiro de 2021 | 31 de dezembro de 2022 | 2º Vice-presidente da Câmara |
| Lucas Madureira Pereira (Cid.)       | 1º de janeiro de 2021 | 31 de dezembro de 2022 | 1º Secretário                |
| Marco Aurélio Silva Bueno (PSL)      | 1º de janeiro de 2021 | 31 de dezembro de 2022 | 2º Secretário                |

|    | Nome                                                                                 | Partido                                    | Votos | %    | Observações |
| -- | ------------------------------------------------------------------------------------ | ------------------------------------------ | ----- | ---- | ----------- |
| 1  | Carlos Augusto Paula Barbosa, Guta Barbosa (Conceição de Macabu, 20.04.1963–)        | Partido Liberal (PL)                       | 442   | 3,27 | 2º mandato  |
| 2  | Lucas Madureira Pereira (Conceição de Macabu, 28.12.1987–)                           | CIDADANIA                                  | 389   | 2,88 | 1º mandato  |
| 3  | Tayguara Bueno de Souza Tavares, Gaúcho (Conceição de Macabu, 28.04.1983–)           | Democratas (DEM)                           | 385   | 2,85 | 1º mandato  |
| 4  | José Marcelo Moço Neto (Rio de Janeiro, 09.10.1978–)                                 | Partido Social Democrático (PSD)           | 379   | 2,81 | 1º mandato  |
| 5  | Nathália Silveira Braga (Conceição de Macabu, 06.07.1994–)                           | Partido Social Democrático (PSD)           | 313   | 2,32 | 1º mandato  |
| 6  | Jorge Luiz Silva Andrade, Dhal (2021-2022) (Conceição de Macabu, 09.02.1975–)        | Partido Social Democrático (PSD)           | 303   | 2,24 | 1º mandato  |
| 7  | Marco Antônio Oliveira da Silva, Toninho da Saúde (Conceição de Macabu, 31.03.1970–) | Partido Social Democrático (PSD)           | 301   | 2,23 | 2º mandato  |
| 8  | Sandro de Oliveira Daumas (Conceição de Macabu, 28.08.1966–)                         | Solidariedade (SD)                         | 286   | 2,12 | 2º mandato  |
| 9  | Tcharles Ribeiro dos Santos Viana (Conceição de Macabu, 02.12.1984–)                 | Partido Republicano da Ordem Social (PROS) | 265   | 1,96 | 1º mandato  |
| 10 | Vagner Santos Ignácio, Vaguinho (Macaé, 10.06.1988–)                                 | Partido Democrático Trabalhista (PDT)      | 251   | 1,86 | 1º mandato  |
| 11 | Marco Aurélio Silva Bueno, Ticó (Conceição de Macabu, 14.05.1979–)                   | Partido Social Liberal (PSL)               | 241   | 1,79 | 1º mandato  |

## 17ª Legislatura (2017–2020)
Estes são os vereadores eleitos nas eleições de 2 de outubro de 2016, pelo período de 1° de janeiro de 2017 a 31 de dezembro de 2020:
|    | Nome                                                                                             | Partido                                            | Votos | %    | Observações |
| -- | ------------------------------------------------------------------------------------------------ | -------------------------------------------------- | ----- | ---- | ----------- |
| 1  | Valmir Tavares Lessa (Conceição de Macabu, 18.11.1949–)                                          | Partido Democrático Trabalhista (PDT)              | 655   | 4,82 | 1º mandato  |
| 2  | Marcos André Martins Oliveira, da Mudança (Conceição de Macabu, 26.12.1978–)                     | Partido Social Democrático (PSD)                   | 566   | 4,16 | 1º mandato  |
| 3  | Carlos Augusto Paula Barbosa, Guta (Conceição de Macabu, 20.04.1963–)                            | Partido Trabalhista Brasileiro (PTB)               | 484   | 3,56 | 1º mandato  |
| 4  | Paulo Henrique Siqueira de Azevedo, PH (Conceição de Macabu, 26.02.1967–)                        | Partido da República (PR)                          | 385   | 2,83 | 1º mandato  |
| 5  | Sandro de Oliveira Daumas (Conceição de Macabu, 28.08.1966–)                                     | Partido Social Liberal (PSL)                       | 382   | 2,81 | 1º mandato  |
| 6  | Marco Antonio Oliveira da Silva, Toninho da Saúde (2017-2020) (Conceição de Macabu, 31.03.1970–) | Democratas (DEM)                                   | 359   | 2,64 | 1º mandato  |
| 7  | José Saturnino Barcelos, Resina (Conceição de Macabu, 26.12.1967–)                               | Partido Pátria Livre (PPL)                         | 348   | 2,56 | 1º mandato  |
| 8  | André Luiz de Sousa Fernandes, Fisioterapeuta (Conceição de Macabu, 29.06.1969–)                 | Partido Ecológico Nacional (PEN)                   | 339   | 2,49 | 1º mandato  |
| 9  | Dr. Fernando José da Silva, Veterinário (Trajano de Moraes, 14.05.1947–)                         | Partido do Movimento Democrático Brasileiro (PMDB) | 321   | 2,36 | 1º mandato  |
| 10 | Nathália Silveira Braga (Conceição de Macabu, 06.07.1994–)                                       | Partido da Social Democracia Brasileira (PSDB)     | 298   | 2,19 | 1º mandato  |
| 11 | José Messias dos Santos Alves (Santa Maria Madalena, 29.05.1976–)                                | Partido da Social Democracia Brasileira (PSDB)     | 263   | 1,94 | 1º mandato  |

## Legenda
| Cor  | Significado          |
| Bege | Presidente da Câmara |
| Azul | Suplente             |